# Chikkaballapur
Chik Ballapur là một thị xã và là nơi đặt hội đồng thành phố của quận Kolar thuộc bang Karnataka, Ấn Độ.

## Nhân khẩu
Theo điều tra dân số năm 2001 của Ấn Độ, Chik Ballapur có dân số 54.938 người. Phái nam chiếm 51% tổng số dân và phái nữ chiếm 49%. Chik Ballapur có tỷ lệ 57% biết đọc biết viết, thấp hơn tỷ lệ trung bình toàn quốc là 59,5%: tỷ lệ cho phái nam là 61%, và tỷ lệ cho phái nữ là 52%. Tại Chik Ballapur, 11% dân số nhỏ hơn 6 tuổi.